# ポレール
ポレール
- 日本の競走馬。以下で述べる。
- サッポロビールが販売するワインのブランド名。
- さいたまコープの運営するスーパーマーケット様態の店舗の名称の内のひとつ。

ポレールは、日本の競走馬である。バローネターフ以来18年ぶりとなる中山大障害を3連覇を成し遂げ、90年代後半の障害競走を支えた名馬である。担当調教助手は鈴木孝志（現調教師）。

## 戦績

### デビュー〜1995年
平地では1993年11月13日の3歳新馬でデビュー勝ちを収める。しかしそれからは7戦未勝利。4歳夏にして早々と障害入りする。障害競走では出津孝一が主に騎乗していたが、障害初勝利は8戦目となかなか勝ちあがれず、落馬も経験している。その後も400万条件で惜敗を続けていたが、1勝馬のまま格上挑戦した1995年の京都障害ステークスでは、55kgの軽量を活かして道中先団からレースを進め、最終障害で躓きながらも逃げたマヤノギャラクシーに並びかけ、直線での叩き合いでクビ差惜敗した。そして次走の東京障害特別（秋）でも中盤の襷コースの大竹柵を過ぎて先頭に立つ積極的な競馬をみせ、優勝したグレートリーフには直線半ばで捕らえられ7馬身離されたものの、メジャーウィナーをハナ差凌いで連続して2着となる。しかし、京都大障害（秋）は中団から最終第2コーナーで逃げていたエイシンコウコウをかわしていったん先頭に立ったが、直後にエイシンパーシーにかわされ後退、4着に敗れた。翌月の中山大障害（秋）では大竹柵の飛越で人馬転倒し、メジロシャガール、オキノリュウジンらと共に競走中止した。

### 1996年
ポレールの飛躍の年となった。1月の障害オープン3着後、2戦目の東京障害特別（春）では先行集団から先に抜け出していたテイエムミサイルをゴール手前で外から差し切ってクビ差で重賞初勝利を決めると、次走の阪神障害ステークス（春）は星野忍が手綱を取って道中逃げたナリタライジンから5馬身差の2着。そして4戦目の中山大障害（春）では、故障から復帰したブロードマインドが1番人気となるが、レースでは中団から2番手にいたブロードマインドを大生垣を越えたところでかわし、向正面で2番人気ナリタライジンをかわして先頭に立つとあとは独走。2着のメジャーウィナーに2.3秒差をつける大差でこのレース初優勝となった。
休養後、復帰戦の阪神障害ステークス（秋）では61kgのハンデと、調整の遅れが影響して4番人気にとどまったが、3番手追走から先行するシャンパンファイトを差し切って勝利。鞍上の星野忍は障害重賞12勝目にして初の関西重賞制覇となった。続く東京障害特別（秋）では逃げていた58kgとポレールより5kg軽いネーハイジャパンを捕らえきれずに2着に敗れた。
ポレールはすでに東京、中山、阪神の障害重賞を制しており、京都大障害を勝てば年間グランドスラム達成となっていたが、陣営は中山大障害に的を絞ることを選択した。そして中山大障害（秋）では当初2番手につけていたが、先頭の3番人気ザスクープが大竹柵で逡巡してバランスを崩し騎手林満明が落馬、ここでポレールが先頭に立った。そして2番手となった4番人気トウショウサーフも大生垣を越えた次の障害で落馬したために独走状態に。ポレールはカラ馬2頭を従え、2着のマイネルトレドールに3.2秒の差をつけて春秋連覇を達成。年間障害重賞4勝は1988年のヤマニンアピール以来8年ぶりのことであった。この年、最優秀障害馬に選出される。

### 1997年
初戦の東京障害特別（春）では65kgの斤量と大外10番枠から外々を回らされる不利な状況もあって、直線入口でいったん先頭も直線一気のマイネルトレドールに差し切られ、ケイティタイガーとの競り合いにも敗れて3着となった。続く中山大障害（春）では星野忍騎手引退のため、出津孝一が騎乗。中盤3番手から大生垣の飛越でストレートアンサー、テンショウメイジンの2頭をかわして先頭へ。ゴール直前で外に膨らむシーンがあったものの、マイネルトレドールに1馬身半のリードを保って1979年のバローネターフ以来となる3連覇を達成した。
ポレールが活躍した当時は現在と異なり障害競走では重賞でもハンデ戦や重賞勝利数による別定戦で斤量が青天井であり、ポレールはどのレースでも65kg以上の斤量を背負うこととなった。とりあえず、バローネターフと同様に天皇賞（春）（バローネターフは秋）に出走した後、陣営は障害オープン競走で減量騎手の山本康志を起用、中山大障害4連覇を目指すこととなる。なお、秋初戦の京都大賞典では逃げるメジロファラオを見ながら4番手を追走、直線も大外で粘って0.6秒差の6着に健闘している。
そして1997年中山大障害（秋）。当時の規定で5歳以上牡馬は基本重量59kg、同競走勝利数によって2kgずつ増量される。顕彰馬グランドマーチスがあまりにも強すぎたため創られた規定である。3勝のポレールは他馬より6kg重い65kgでの出走となった。2周目の1、2コーナー中間の障害でケイティタイガーを抜いて先頭に立ち、いつも通りそのまま押し切る競馬を試みたポレールだったが、2コーナーでいったん交わしていたケイティタイガーに直線で再び差し返されて2着に終わった。

### 1998年以降

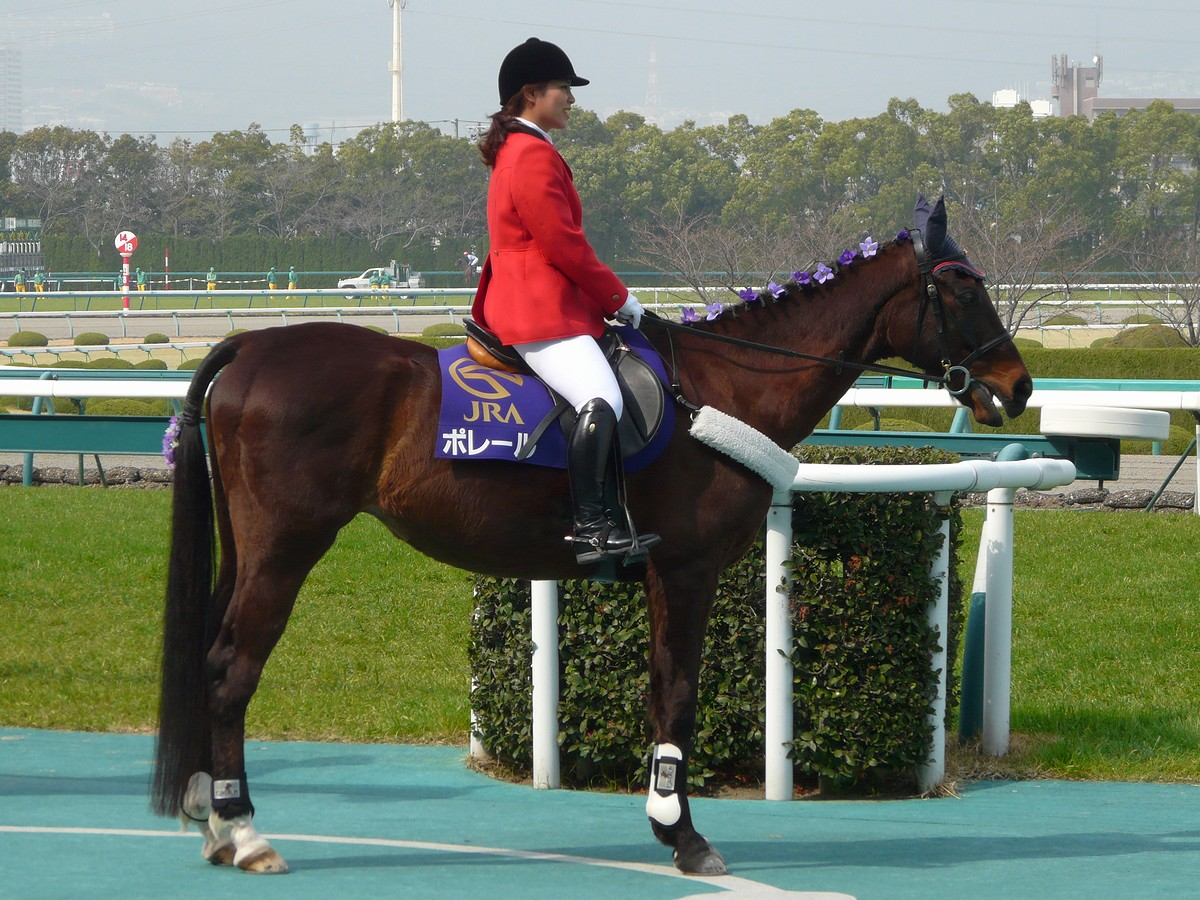
誘導馬時代のポレール号

1998年は年明けから大障害にむけて調整が行われていたが、1月20日の調教中に第1指骨を骨折。放牧に出されて10ヶ月の間休養した。10月に京都で復帰して4着にはいったが、2戦目の障害オープンで落馬してトモに外傷を負い、再び大障害を回避して休養を余儀なくされる。1999年から障害競走改革によって中山大障害が定量になるなどの変更が行われたが、1月の淀ジャンプステークスで9着と惨敗すると、その後馬体がガレて出走を続けられなくなり、いわき温泉に放牧に出されて1年2ヶ月の長期休養に入った。
2000年3月にようやく復帰し、大阪杯を叩いて中山グランドジャンプに出走したが、2周目の3号障害で落馬し競走中止。このレースを最後にJRA競走馬登録を抹消し現役引退となる。
引退後は去勢され2001年春より阪神競馬場にて誘導馬として在籍していたが、2010年3月20日の阪神競馬第11競走を最後に誘導馬を引退。その後は鹿児島県湧水町のホーストラストで余生を過ごしていたが、誘導馬引退から3か月後の7月1日に横隔膜ヘルニアにより死亡した。

## 競走成績
| 年月日 | 年月日 | 年月日 | 競馬場 | 競走名               | 格      | 頭数 | オッズ （人気） | オッズ （人気） | 着順 | 騎手       | 斤量 [kg] | 距離（馬場）  | タイム （上り3F/平均1F） | タイム差 | 勝ち馬/（2着馬）     |
| 1993   | 11.    | 13     | 京都   | 3歳新馬              |         | 11   | 6.1             | 0（3人）        | 01着 | 岸滋彦     | 54        | 芝1600m（稍） | 1:37.1（37.0）           | -0.1     | (カウンターブロー)   |
|        | 12.    | 18     | 阪神   | 千両賞               | 500万下 | 12   | 10.4            | 0（4人）        | 10着 | 岸滋彦     | 54        | 芝1600m（良） | 1:39.7（38.3）           | 1.9      | ネオタイクーン       |
| 1994   | 1.     | 6      | 阪神   | 4歳500万下           |         | 10   | 13.9            | 0（3人）        | 07着 | 岸滋彦     | 55        | ダ1800m（良） | 2:00.5（41.9）           | 3.4      | パリスケイワン       |
|        | 5.     | 8      | 阪神   | 4歳500万下           |         | 7    | 16.8            | 0（6人）        | 04着 | 熊沢重文   | 55        | 芝2500m（良） | 2:42.4（35.9）           | 0.3      | メイショウアシュラ   |
|        | 6.     | 4      | 阪神   | かきつばた賞         | 500万下 | 11   | 18.7            | 0（9人）        | 10着 | 熊沢重文   | 55        | 芝2500m（良） | 2:36.9（37.5）           | 1.7      | トウショウライデン   |
|        | 6.     | 18     | 中京   | マカオJCT            | 500万下 | 12   | 52.4            | （12人）        | 03着 | 熊沢重文   | 55        | 芝1800m（良） | 1:49.0（34.9）           | 0.2      | ハギノウィナー       |
|        | 7.     | 9      | 中京   | すいれん賞           | 500万下 | 14   | 19.9            | 0（7人）        | 08着 | 松永昌博   | 56        | 芝2000m（稍） | 2:04.6（39.7）           | 2.3      | ケリソン             |
|        | 7.     | 31     | 小倉   | 対馬特別             | 500万下 | 13   | 25.9            | 0（9人）        | 10着 | 小屋敷昭   | 55        | 芝1800m（良） | 1:51.5（36.0）           | 1.2      | フミノアモール       |
|        | 8.     | 21     | 小倉   | 障害4歳上未勝利      |         | 12   | 13.4            | 0（6人）        | 02着 | 梅野信一   | 57        | 障2950m（良） | 3:18.4（13.5）           | 2.4      | キシュウグロリアス   |
|        | 8.     | 28     | 小倉   | 障害4歳上未勝利      |         | 12   | 4.8             | 0（2人）        | 04着 | 熊沢重文   | 57        | 障2950m（重） | 3:20.2（13.6）           | 4.1      | シノビリカ           |
|        | 9.     | 25     | 中京   | 障害4歳上未勝利      |         | 12   | 5.0             | 0（3人）        | 10着 | 出津孝一   | 57        | 障2800m（稍） | 3:15.2（13.9）           | 6.0      | ケイシュール         |
| 1995   | 1.     | 29     | 小倉   | 5歳上500万下         |         | 16   | 51.9            | （15人）        | 09着 | 田島信行   | 56        | 芝1800m（良） | 1:50.3（37.0）           | 0.8      | ハッピーホリデー     |
|        | 2.     | 12     | 小倉   | 5歳上500万下         |         | 16   | 16.5            | 0（5人）        | 07着 | 田島信行   | 56        | 芝1800m（重） | 1:52.5（37.2）           | 0.5      | ドリームベンチャー   |
|        | 2.     | 18     | 小倉   | 遠賀川特別           | 500万下 | 15   | 34.1            | （11人）        | 07着 | 田島信行   | 56        | 芝2600m（良） | 2:44.2（38.0）           | 1.0      | チェンジ             |
|        | 3.     | 5      | 京都   | 障害5歳上未勝利      |         | 10   | 11.2            | 0（3人）        | 07着 | 梅野信一   | 58        | 障2910m（良） | 3:21.4（13.8）           | 3.3      | ミカズタッチ         |
|        | 3.     | 19     | 京都   | 障害5歳上未勝利      |         | 18   | 13.9            | 0（6人）        | 02着 | 出津孝一   | 58        | 障2910m（良） | 3:17.7（13.6）           | 0.2      | ロングドリーム       |
|        | 4.     | 1      | 京都   | 障害5歳上未勝利      |         | 11   | 2.9             | 0（2人）        | 03着 | 出津孝一   | 58        | 障2910m（良） | 3:14.9（13.3）           | 1.4      | セフティーヤシマ     |
|        | 4.     | 22     | 京都   | 障害5歳上未勝利      |         | 10   | 2.8             | 0（1人）        | 中止 | 林満明     | 59        | 障2910m（良） |                          |          | フォーレストソロン   |
|        | 5.     | 6      | 京都   | 障害5歳上未勝利      |         | 9    | 3.8             | 0（2人）        | 03着 | 出津孝一   | 58        | 障2910m（良） | 3:17.0（13.5）           | 1.9      | ポットリチャード     |
|        | 5.     | 21     | 中京   | 障害4歳上未勝利      |         | 10   | 5.2             | 0（3人）        | 01着 | 出津孝一   | 58        | 障2800m（良） | 3:03.1（13.1）           | -0.2     | (サミットアロー)     |
|        | 6.     | 10     | 中京   | 障害4歳上400万下     |         | 13   | 11.7            | 0（4人）        | 04着 | 出津孝一   | 58        | 障2800m（良） | 3:05.1（13.2）           | 1.0      | マヤノギャラクシー   |
|        | 6.     | 25     | 中京   | 障害4歳上OP          |         | 9    | 3.6             | 0（1人）        | 06着 | 出津孝一   | 59        | 障2800m（良） | 3:04.9（13.2）           | 1.2      | バリモススキー       |
|        | 7.     | 9      | 中京   | 障害4歳上400万下     |         | 10   | 7.6             | 0（2人）        | 05着 | 出津孝一   | 59        | 障2800m（良） | 3:08.3（13.5）           | 0.3      | キタノゴーラン       |
|        | 8.     | 5      | 小倉   | 障害4歳上400万下     |         | 9    | 6.8             | 0（5人）        | 05着 | 出津孝一   | 59        | 障2950m（稍） | 3:17.2（13.4）           | 1.6      | ロングシリウス       |
|        | 9.     | 2      | 小倉   | 障害4歳上400万下     |         | 8    | 8.4             | 0（3人）        | 04着 | 出津孝一   | 59        | 障2950m（良） | 3:16.4（13.3）           | 1.5      | サンライズボーイ     |
|        | 9.     | 16     | 京都   | 京都障害S（秋）      |         | 10   | 13.2            | 0（6人）        | 02着 | 原田聖二   | 55        | 障3170m（良） | 3:28.4（13.1）           | 0.0      | マヤノギャラクシー   |
|        | 10.    | 21     | 東京   | 東京障害特別（秋）   |         | 7    | 7.4             | 0（4人）        | 02着 | 出津孝一   | 57        | 障3300m（良） | 3:39.8（13.3）           | 1.1      | グレートリーフ       |
|        | 11.    | 11     | 京都   | 京都大障害（秋）     |         | 7    | 6.4             | 0（4人）        | 04着 | 出津孝一   | 58        | 障3930m（良） | 4:28.7（13.7）           | 2.9      | グレートリーフ       |
|        | 12.    | 16     | 中山   | 中山大障害（秋）     |         | 6    | 4.8             | 0（3人）        | 中止 | 出津孝一   | 59        | 障4100m（良） |                          |          | フジノスラッガー     |
| 1996   | 1.     | 14     | 京都   | 障害5歳上OP          |         | 10   | 6.4             | 0（3人）        | 03着 | 西谷誠     | 56        | 障3170m（良） | 3:30.4（13.3）           | 0.4      | ネーハイタフネス     |
|        | 2.     | 10     | 東京   | 東京障害特別（春）   |         | 12   | 9.7             | 0（5人）        | 01着 | 古小路重男 | 57        | 障3300m（良） | 3:42.4（13.5）           | 0.0      | (テイエムミサイル)   |
|        | 3.     | 2      | 阪神   | 阪神障害S（春）      |         | 9    | 6.2             | 0（4人）        | 02着 | 星野忍     | 59        | 障3150m（良） | 3:30.2（13.3）           | 0.8      | ナリタライジン       |
|        | 4.     | 6      | 中山   | 中山大障害（春）     |         | 9    | 6.6             | 0（3人）        | 01着 | 星野忍     | 59        | 障4100m（良） | 4:41.2（13.7）           | -2.3     | (メジャーウィナー)   |
|        | 5.     | 26     | 中京   | 障害4歳上OP          |         | 7    | 1.8             | 0（1人）        | 01着 | 西谷誠     | 60        | 障2800m（良） | 3:03.6（13.1）           | -0.1     | (ケイティタイガー)   |
|        | 9.     | 14     | 阪神   | 阪神障害S（秋）      |         | 8    | 7.6             | 0（4人）        | 01着 | 星野忍     | 61        | 障3150m（良） | 3:29.8（13.3）           | -0.1     | (シャンパンファイト) |
|        | 10.    | 19     | 東京   | 東京障害特別（秋）   |         | 10   | 2.7             | 0（1人）        | 02着 | 星野忍     | 63        | 障3300m（良） | 3:40.0（13.3）           | 0.2      | ネーハイジャパン     |
|        | 12.    | 14     | 中山   | 中山大障害（秋）     |         | 6    | 1.7             | 0（1人）        | 01着 | 星野忍     | 55        | 障4100m（良） | 4:44.0（13.9）           | -3.2     | (マイネルトレドール) |
| 1997   | 2.     | 8      | 東京   | 東京障害特別（春）   |         | 10   | 4.1             | 0（3人）        | 03着 | 星野忍     | 65        | 障3300m（良） | 3:39.3（13.3）           | 0.4      | マイネルトレドール   |
|        | 4.     | 12     | 中山   | 中山大障害（春）     |         | 7    | 1.8             | 0（1人）        | 01着 | 出津孝一   | 63        | 障4100m（良） | 4:43.1（13.8）           | -0.2     | (マイネルトレドール) |
|        | 4.     | 27     | 京都   | 天皇賞（春）         | GI      | 16   | 111.4           | （12人）        | 12着 | 和田竜二   | 58        | 芝3200m（良） | 3:18.0（37.5）           | 3.6      | マヤノトップガン     |
|        | 6.     | 1      | 中京   | 障害4歳上OP          |         | 6    | 1.9             | 0（1人）        | 01着 | 山本康志   | 63        | 障2800m（良） | 3:05.0（13.2）           | -0.6     | (キンセンアラシ)     |
|        | 10.    | 5      | 京都   | 京都大賞典           | GII     | 10   | 132.8           | （10人）        | 06着 | 和田竜二   | 57        | 芝2400m（良） | 2:26.8（35.2）           | 0.6      | シルクジャスティス   |
|        | 11.    | 8      | 東京   | 障害4歳上OP          |         | 8    | 3.5             | 0（2人）        | 05着 | 山本康志   | 65        | 障3300m（良） | 3:41.2（13.4）           | 1.3      | チアズロッキー       |
|        | 12.    | 13     | 中山   | 中山大障害（秋）     |         | 7    | 2.6             | 0（1人）        | 02着 | 田中剛     | 65        | 障4100m（良） | 4:45.7（13.9）           | 0.2      | ケイティタイガー     |
| 1998   | 10.    | 17     | 京都   | 障害4歳上OP          |         | 8    | 5.2             | 0（3人）        | 04着 | 白浜雄造   | 59        | 障3170m（不） | 3:42.4（14.0）           | 2.1      | レガシークレスト     |
|        | 11.    | 15     | 東京   | 障害4歳上OP          |         | 11   | 23.3            | 0（8人）        | 中止 | 今村康成   | 64        | 障3300m（良） |                          |          | ビクトリーアップ     |
| 1999   | 1.     | 30     | 京都   | 淀ジャンプS          | OP      | 14   | 16.5            | 0（7人）        | 09着 | 出津孝一   | 63        | 障3170m（良） | 3:36.8（13.7）           | 1.8      | ゴッドスピード       |
| 2000   | 4.     | 2      | 阪神   | 産経大阪杯           | GII     | 16   | 259.3           | （15人）        | 15着 | 和田竜二   | 57        | 芝2000m（良） | 2:03.7（36.4）           | 2.9      | メイショウオウドウ   |
|        | 4.     | 15     | 中山   | 中山グランドジャンプ | J・GI   | 16   | 18.0            | 0（9人）        | 中止 | 三浦堅治   | 63        | 障4100m（稍） |                          |          | ゴーカイ             |

## 血統表
| ポレールの血統               | ポレールの血統                                     | ポレールの血統                                     | （血統表の出典）                                   | （血統表の出典） |
| 父系                         | ミスタープロスペクター系                           | ミスタープロスペクター系                           | ミスタープロスペクター系                           | [ § 2 ]          |
| 父 *エブロス Ebros 1986 鹿毛 | 父の父Mr. Prospector 1970 鹿毛                     | Raise a Native                                     | Native Dancer                                      | Native Dancer    |
| 父 *エブロス Ebros 1986 鹿毛 | 父の父Mr. Prospector 1970 鹿毛                     | Raise a Native                                     | Raise You                                          |                  |
| 父 *エブロス Ebros 1986 鹿毛 | 父の父Mr. Prospector 1970 鹿毛                     | Gold Digger                                        | Nashua                                             | Nashua           |
| 父 *エブロス Ebros 1986 鹿毛 | 父の父Mr. Prospector 1970 鹿毛                     | Gold Digger                                        | Sequence                                           |                  |
| 父 *エブロス Ebros 1986 鹿毛 | 父の母Scuff 1979 栗毛                              | Forli                                              | Aristophanes                                       | Aristophanes     |
| 父 *エブロス Ebros 1986 鹿毛 | 父の母Scuff 1979 栗毛                              | Forli                                              | Trevisa                                            |                  |
| 父 *エブロス Ebros 1986 鹿毛 | 父の母Scuff 1979 栗毛                              | Moccasin                                           | Nantallah                                          | Nantallah        |
| 父 *エブロス Ebros 1986 鹿毛 | 父の母Scuff 1979 栗毛                              | Moccasin                                           | Rough Shod                                         |                  |
| 母 シークイン 1981 鹿毛      | 母の父*パーソロン Partholon 1960 鹿毛              | Milesian                                           | My Babu                                            | My Babu          |
| 母 シークイン 1981 鹿毛      | 母の父*パーソロン Partholon 1960 鹿毛              | Milesian                                           | Oatflake                                           |                  |
| 母 シークイン 1981 鹿毛      | 母の父*パーソロン Partholon 1960 鹿毛              | Paleo                                              | Pharis                                             | Pharis           |
| 母 シークイン 1981 鹿毛      | 母の父*パーソロン Partholon 1960 鹿毛              | Paleo                                              | Calonice                                           |                  |
| 母 シークイン 1981 鹿毛      | 母の母ヒダクイン 1971 黒鹿毛                       | *サミーデイヴィス                                  | Whistler                                           | Whistler         |
| 母 シークイン 1981 鹿毛      | 母の母ヒダクイン 1971 黒鹿毛                       | *サミーデイヴィス                                  | Samaria                                            |                  |
| 母 シークイン 1981 鹿毛      | 母の母ヒダクイン 1971 黒鹿毛                       | ガーネツト                                         | トサミドリ                                         | トサミドリ       |
| 母 シークイン 1981 鹿毛      | 母の母ヒダクイン 1971 黒鹿毛                       | ガーネツト                                         | サンキスト                                         |                  |
| 母系(F-No.)                  | フロリースカップ系(FN:3-l)                         | フロリースカップ系(FN:3-l)                         | フロリースカップ系(FN:3-l)                         | [ § 3 ]          |
| 5代内の近親交配              | Nasrullah 5･5（父内）、Avena＝プリメロ 5･5（母内） | Nasrullah 5･5（父内）、Avena＝プリメロ 5･5（母内） | Nasrullah 5･5（父内）、Avena＝プリメロ 5･5（母内） | [ § 4 ]          |
| 出典                         | 1. 2. 3. 4.                                        | 1. 2. 3. 4.                                        | 1. 2. 3. 4.                                        | 1. 2. 3. 4.      |

- 近親のメイショウサムソンは皐月賞、日本ダービーなどGI4勝馬。
- 3代母ガーネツトは1959年の天皇賞・有馬記念の勝馬で牝系を遡ると、小岩井農場の基礎輸入牝馬の1頭であるフロリースカツプにたどり着く。